# Моберлі (Міссурі)
Моберлі (англ. Moberly) — місто (англ. city) в США, в окрузі Рендолф штату Міссурі. Населення — 13 783 особи (2020).

## Географія
Моберлі розташоване за координатами 39°25′1″ пн. ш. 92°26′9″ зх. д. / 39.41694° пн. ш. 92.43583° зх. д. (39.417056, -92.435938).  За даними Бюро перепису населення США в 2010 році місто мало площу 31,77 км², з яких 31,66 км² — суходіл та 0,11 км² — водойми.

## Демографія
Згідно з переписом 2010 року, у місті мешкали 13 974 особи в 4960 домогосподарствах у складі 3019 родин. Густота населення становила 440 осіб/км².  Було 5687 помешкань (179/км²).
Расовий склад населення:
| - 86,4 % — білих - 9,7 % — чорних або афроамериканців - 0,6 % — азіатів - 0,4 % — корінних американців |

До двох чи більше рас належало 2,6 %. Частка іспаномовних становила 2,1 % від усіх жителів.
За віковим діапазоном населення розподілялося таким чином: 22,0 % — особи молодші 18 років, 64,1 % — особи у віці 18—64 років, 13,9 % — особи у віці 65 років та старші. Медіана віку мешканця становила 35,7 року. На 100 осіб жіночої статі у місті припадало 116,2 чоловіків;  на 100 жінок у віці від 18 років та старших — 120,1 чоловіків також старших 18 років.
Середній дохід на одне домашнє господарство  становив 45 256 доларів США (медіана — 31 750), а середній дохід на одну сім'ю — 57 643 долари (медіана — 45 087). Медіана доходів становила 41 012 долари для чоловіків та 31 326 доларів для жінок. За межею бідності перебувало 23,7 % осіб, у тому числі 27,0 % дітей у віці до 18 років та 11,8 % осіб у віці 65 років та старших.
Цивільне працевлаштоване населення становило 4838 осіб. Основні галузі зайнятості: роздрібна торгівля — 21,9 %, освіта, охорона здоров'я та соціальна допомога — 18,5 %, виробництво — 10,1 %, науковці, спеціалісти, менеджери — 7,8 %.